# Eulamprus
Eulamprus es un género de lagartos perteneciente a la familia Scincidae. Se distribuyen por Australia y Tasmania.

## Especies
Según The Reptile Database:
- Eulamprus heatwolei Wells & Wllington, 1983
- Eulamprus kosciuskoi (Kinghorn, 1932)
- Eulamprus leuraensis Wells & Wellington, 1983
- Eulamprus quoyii (Duméril & Bibron, 1824)
- Eulamprus tympanum (Lönnberg & Andersson, 1915)